# Colonia Nueva Generación
Colonia Nueva Generación är en ort i Mexiko.   Den ligger i kommunen La Antigua och delstaten Veracruz, i den sydöstra delen av landet, 290 km öster om huvudstaden Mexico City. Colonia Nueva Generación ligger 13 meter över havet och antalet invånare är 316.
Terrängen runt Colonia Nueva Generación är platt. Havet är nära Colonia Nueva Generación österut. Runt Colonia Nueva Generación är det ganska tätbefolkat, med 172 invånare per kvadratkilometer. Närmaste större samhälle är Zempoala, 10,5 km nordväst om Colonia Nueva Generación. Trakten runt Colonia Nueva Generación består till största delen av jordbruksmark.